# 야자집게
야자집게(학명: Birgus latro)는 갑각류의 일종으로, 육상 생활을 하는 절지동물 중 가장 큰 종류이다.
강력한 집게로 야자의 과육을 먹는다. 또, 식기나 냄비등 반짝거리는 물체를 가지고 사라진다 해서 영어에서는 Robber crab (도둑 게, 대한민국의 도둑게하고 다르다.), Palm Theif(야자 도둑) 등으로 불린다. 어린 것은 빈 조개안에 몸을 숨기기도 한다.
인도양의 최서단부터 미크로네시아까지 분포는 넓으며, 이 때문에 여러 단어로 알려져 있다. 괌에서는 '아유유' 그 외 지역에선 '운가', '카뷰' 등으로 불린다. 몸의 색도 다양해서 어두운 보라색에서 갈색까지도 있다.

## 생태
게라고 불리긴 하나, 실제는 집게의 일종이다. 몸길이 40cm 이상이고, 수컷보다 암컷이 작다. 다리를 펴면 1m 정도이고, 4kg 이상으로 성장한다. 크게 자라면 17kg도 넘는다.[출처 필요] 긴다리게보다는 작지만 육지에서 사는 절지동물중 최대 크기이다. 야자집게의 몸은 두흉부와 복부로 나뉜다. 다른 집게들처럼 10개의 다리 중 2개는 퇴화했다. 앞쪽의 두 개의 집게는 30kg에 가까운 물체도 들어올릴 수 있다. 그 뒤에 3개의 다리는 작은 집게가 되어 있는데 육지에서 걷는 데 유리한 형태로 생겼다. 이것으로 야자나무에 오를 수도 있다. 나무를 오를 때도 내릴 때도 머리는 위를 향하고 있다. 마지막 다리는 매우 작아서 몸의 청결을 유지하거나, 청소를 할 때에만 쓰인다. 평소에는 꺾여 아가미 안으로 들어가 있기 때문에 바깥에서는 보이지 않는다.
야자집게는 분명히 집게 종류이나 크기가 너무 크기 때문에 자신의 몸에 알맞은 크기의 조개 껍데기를 찾는 것은 어렵다. 다만 매우 어린 것은 야자의 껍질을 사용하는 경우도 있다. 성체는 복부를 석회질이나 키틴질의 물체를 복부에 대어서 딱딱하게 해서 게와 같이 꼬리를 복부 쪽으로 말아서 몸을 지킨다. 복부에 물체를 대는 것은 자신을 지키는 용도 말고도, 자신의 몸의 수분의 증발을 막기도 한다. 탈피를 하고 나서는 몸이 물렁한데 다시 딱딱해 지려면 30일 이상의 시간이 걸린다. 몸이 딱딱해지기 전까지 야자집게는 몸을 숨긴다.
야자집게는 집게로 땅을 파서 생긴 굴이나 바위의 구멍을 자신의 둥지로 삼는다.
야자집게가 다 자라면 산란기를 제외하곤 절대 물에 들어가지 않는다. 또 헤엄치는 것이 불가능하기 때문에 물가까지만 물에 들어갈 수 있다. 조금만 깊은 곳에 가도 물에 빠져버린다.

### 식성
주로 야자 열매의 배젖인 코프라나 무화과 등의 과일을 주식으로 삼으며, 잡식성으로 뭐든지 먹을 수 있다. 잎이나 썩은 과일, 거북의 알, 동물까지도 먹는다. 칼슘이 부족하면 다른 동물의 껍데기를 먹어서 보충한다고 추측된다. 태어난 지 얼마 안 된 살아있는 바다거북도 먹어버린다고 한다. 야자집게끼리는 먹을 것을 가지고 싸우는 습성이 있어서 먹을 것을 찾으면 그 자리에서 먹지 않고 둥지로 가져가서 먹는다.
야자집게는 음식을 얻을 때 말고도 피서를 하거나, 천적에서 도망치기 위해 나무에 오른다. 야자집게가 야자를 먹고 있는 걸 본 사람들은 야자집게가 야자를 떨어뜨려 떨어진 야자를 먹는다고 생각할 수 있으나. 실제로는 나무에 올라 우연히 잘라 떨어뜨려 버리며 실제로 그런 지성은 드물다. 야자를 먹을 때에는 집게로 야자의 껍질을 찢어서 안의 과육을 먹는다.

### 번식
5월부터 9월 사이가 야자집게의 번식기이다. 특히 7월, 8월은 번식기의 절정기이다. 수컷과 암컷은 교미를 하기 위해 연방 엎치거나 뒤치거나 하며, 수컷 위에 암컷이 올라탄 자세로 교미를 한다. 모든 행위는 15분 정도가 소요된다. 교미 후 얼마 지나지 않아 암컷은 산란을 자신의 복부에 하며. 수 개월 동안 알을 배에 단 채로 생활한다. 이후 10월이나 11월 만조시에 알이 일제히 부화하며, 조에아 유생을 바닷가에 방출한다,
유생은 28일 정도를 수중 생활을 한다. 그 중 대부분이 포식자에게 먹힌다. 탈피를 반복하여 메갈로파 유생이 되면 해저로 내려가며 유체가 되면 집게와 같이 조개 껍데기를 짊어지고 살다가 성체가 되기 전에 바다 위로 올라간다. 모든 야자집게는 자라면서 해안을 목표로 한다. 육상에 올라
오면, 얼마 안가 수중 생활 기능을 잃는다. 번식 기능이 생기려면 4년부터 8년 걸린다고 한다. 이는 갑각류 중에서는 예외적으로 긴 기간이다.

### 분포
주로 인도양과 서태평양에 서식하고 있다. 인도양에 있는 섬인 크리스마스섬이 가장 잘 보존된 야자집게의 생태계를 유지하고 있다. 또 태평양의 쿡 제도의 섬에서도 서식을 하고 있다. 이 외에도 세이셸 제도, 알 더블러, 그로리우스, 아스토브, 아산프션, 코스모레드에서도 서식하나 그 지역에서는 거의 절멸했다.
대한민국에서는 서식하지 않지만, 일본의 아마이, 오키나와섬, 야에야마의 섬에서도 서식한다. 또 드물게 오가사와라 제도에서도 발견 되기는 하나, 번식은 하지 않는다.
성체는 헤엄을 칠 수 없기 때문에 유생이나 유체가 바다 속을 떠도는 동안에 어쩌다가 다른 섬에 정착했다고 생각된다. 그러나 28동안만 바다에서 생활하기 때문에 그 기간으로는 모든 섬에 도달하기 불가능 하다고 생각하여, 바다에 표류하는 물체를 타고 다른 섬으로 이주했다는 사람들도 있다.
야자집게의 분포에는 큰 공백이 있다. 예를 들면 보르네오나, 인도네시아의 대부분의 섬, 뉴기니에는 서식을 하지 않는다. 이러한 섬들은 야자집게가 서식할 수 있는 조건을 갖추고 있으며, 또한 다른 야자집게 서식지로부터 멀리 떨어져 있지도 않다. 이것은 이러한 섬의 거주자, 동물 등이 모조리 먹어치워서 절멸된 것이다.

## 문화
야자집게가 서식하는 섬의 문화는 야자집게에 특별한 지위를 주고 있다.

### 식용
태평양 섬의 원주민들은 매우 맛있는 음식 재료료 여기며, 때로는 회춘약이라고 말하기도 한다. 야자집게의 알과 복부의 지방은 매우 귀한 것으로 여긴다. 야자집게를 데치거나, 찌거나 해서 먹는다. 조리법은 여러 가지이며 코코넛 밀크로 데치는 곳도 있다. 일본에서는 오키나와를 제외하고 유통되지 않는다.

### 독성
야자집게 자체에는 독이 없다. 그러나, 야자집게가 먹은 것에 따라서 몸에 독이 쌓이는 경우가 생긴다. 미야코섬에서는 독이 있는 야자집게를 먹다가 중독된 것이 보고되고 있다. 중독 증상은 구토, 손발이 저림 등 여러가지가 있으며 심하면 사망까지 한다. 야자집게 몸에 독이 생기는 이유는 야자집게가 식물인 Hernandia nymphaefolia의 열매를 섭취했기 때문이다. 독이 있는 야자집게는 데치면 붉게 되지 않는다.라는 말이 있는데, 야자집게 요리점에서 붉게 안 되는 야자집게는 폐기처분 한다. 그러나 붉게 변하는 야자집게가 독성이 있는 경우도 있기 때문에, 야자집게를 먹기 위해선 전문가의 도움이 필요하다.

### 포획
야자집게를 잡을 때 달이 없는 밤에 나와서 회중 전등을 가지고 찾으면 효과적이다, 일반적으로 초승달이 뜬 지 3일 후가 좋다고 한다. 낮에 야자집게를 잡을 수 있지만, 야자집게의 둥지에 연기를 피워서 나온 야자집게를 잡아야 한다. 야자 껍질에 불을 붙여서 그 냄새를 맡은 야자집게가 모인다는 보고가 있다.

### 사육
충분히 자라지 않은 야자집게를 애완 동물로 기를 수는 있지만, 집게의 힘이 강력하기 때문에 주의가 필요하다. 또한 사육 환경 하에서 야자집게가 탈피할 수 있는 조건을 맞추기에는 어렵고 탈피 시기가 왔을 때 죽는 경우가 많다. 성체까지 되기 위해서는 긴 시간이 필요하며, 반드시 유의해야 한다. 애완 소라게(뭍집게) 와 비슷한 환경을 만들어주면 되고, 적어도 야자집게의 높이보다 두배 더 높게 바닥재를 깔아주어야 한다. 애완 뭍집게와 함께 사육이 가능하지만 영역을 중시하는 특성상 개별 사육이 가장 좋다고 한다. 또 온도가 낮으면 죽을 수 있다.

### 기타
야자집게는 둔하지 않기 때문에 주의하지 않으면 야자집게가 달아날 수도 있다. 야자집게가 내려오는 곳을 확인하여 젖은 잎으로 야자집게의 진로를 차단하면 지상으로 착각하여 집게를 나무에서 놓아 땅으로 떨어진다. 이런 습성으로 야자집게로부터 야자 숲을 지키기 위하여 사용한다는 이야기도 있다고 한다.

## 같이 보기
- 로스트 유니버스